# Rocca di Castell'Ottieri
La rocca di Castell'Ottieri è un castello nel paese di Castell'Ottieri, nel comune di Sorano.

## Storia
Il complesso fortificato fu costruito nel corso del Quattrocento dalla famiglia degli Ottieri, che ne fecero la sede della loro contea dal 1381 al 1616.
La rocca venne costruita attorno alla preesistente torre innalzata nel corso del XII secolo dagli Aldobrandeschi, che costituiva parte della loro fortificazione; il nuovo complesso fu il centro del potere della contea di Castell'Ottieri fino al 1616, anno in cui il suo territorio entrò a far parte del Granducato di Toscana.
Tuttavia, i Medici trascurarono molto sia la rocca che il borgo di Castell'Ottieri, determinando l'inizio di un lunghissimo periodo di declino che ha avuto termine soltanto con i restauri effettuati durante il secolo scorso.

## Descrizione

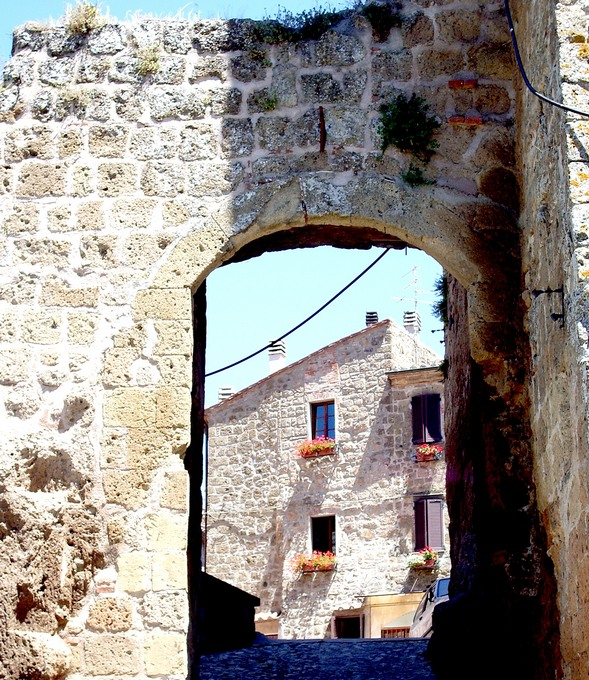
Porta d'accesso al castello

La rocca si sviluppa su tre lati, a difesa dell'accesso obbligato al borgo attraverso la porta ad arco tondo ribassato collocata lungo le mura che si dipartono a fianco del complesso.
La fortificazione si articola attorno alla torre medievale a sezione quadrangolare, e comprende anche il caratteristico torrione  a sezione circolare con basamento a scarpa in pietra, la cui cordonatura prosegue anche verso le restanti parti del complesso.
Le pareti esterne dell'intera fortezza sono interamente rivestite in filaretto di tufo, come gran parte dei palazzi e dei castelli situati in questo territorio. Sulla parete addossata sulla sinistra della torre circolare sono collocati tre stemmi gentilizi in travertino. Inoltre, lungo le pareti si aprono alcune finestre di forma quadrilatera, che si dispongono su tre livelli lungo la torre circolare.
La parte alta del fortilizio presenta ancora oggi i segni del degrado e dell'abbandono dei secoli scorsi, anche se gli ultimi restauri hanno permesso di riportare alle antiche sembianze l'intero complesso.